# 莫里斯崖
莫里斯崖（英語：Morris Cliff），是南極洲的山崖，位於埃爾斯沃思地，屬於埃爾斯沃思山脈中赫里蒂奇嶺的一部分，處於雲石山脈和獨立山脈之間，現時由南極條約體系管理。